# Angels (песня Within Temptation)
«Angels» — третий сингл симфо-метал-группы Within Temptation с альбома The Silent Force. Песня заняла первые места в чартах Финляндии и Нидерландов.

## Видео
Видеоклип был снят в Испании. Группа Within Temptation изображает ангелов правосудия, борющихся со злом. Героиня Шарон ден Адель оказывается посреди дороги в неизвестной местности. Священник, притормозивший свою машину, предлагает подвезти. На самом деле он — серийный убийца, демон, принимающий разные обличия, внушающие доверие — доктора, офицера полиции, клоуна, судьи или священника. Убийца привозит девушку к себе домой, где она видит газетные вырезки с его предыдущими жертвами, но маньяк нападает на неё с хлороформом. Он привозит связанное тело Шарон в пустыню, чтобы закопать там, но девушка приходит в сознание и оказывается ангелом; к ней присоединяются другие ангелы (которых играют члены группы) и духи предыдущих жертв маньяка, которые убивают его.

## Список композиций
CD Сингл (2 трека)
1. «Angels» — Full Length Version (4:02)
2. «Say My Name» (4:06)

CD Сингл (3 трека)
1. «Angels» — Full Length Version (4:02)
2. «Say My Name» (4:06)
3. «Forsaken» — Live In 013, Tilburg (4:54)

CD Мульти Сингл — Бенилюкс/Германия
1. «Angels» — Full Length Version (4:02)
2. «Say My Name» — New Track (4:06)
3. «Forsaken» — Live In 013, Tilburg (4:54)
4. «The Promise» — Live In 013, Tilburg (7:59)
5. «Angels» — Live In 013, Tilburg (4:12)

CD single + DVD
1. «Angels» — Full Length Version (4:02)
2. «Say My Name» (4:06)
3. «Forsaken» — Live In 013, Tilburg (4:54)
4. «The Promise» — Live In 013, Tilburg (7:59)
5. «Angels» — Live In 013, Tilburg (4:12)
6. «The Promise» — Live In 013, Tilburg and Paradiso, Amsterdam
7. «Angels» — Live In 013, Tilburg and Paradiso, Amsterdam
8. «Forsaken» — Live In 013, Tilburg and Paradiso, Amsterdam
9. Видео Angels
10. Видео Within Temptation in Dubai

## Чарты
| Чарт (2005)           | #  |
| --------------------- | -- |
| Dutch Singles Chart   | 8  |
| Finland Singles Chart | 9  |
| Germany Singles Chart | 25 |
| Belgium Singles Chart | 41 |
| Austria Singles Chart | 50 |